# Kurt Koch (Kardinal)

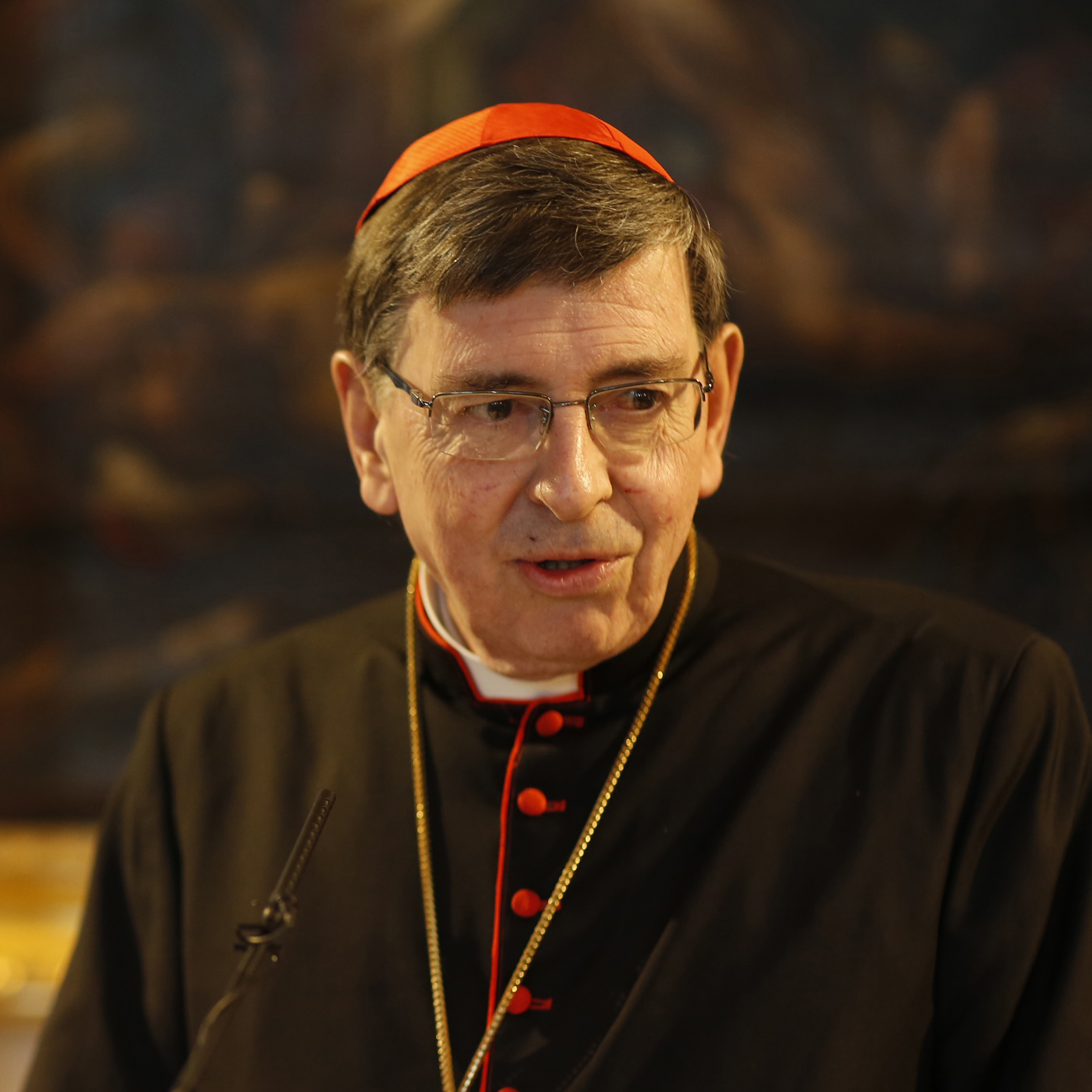
Kurt Kardinal Koch (2012)

Kardinalwappen

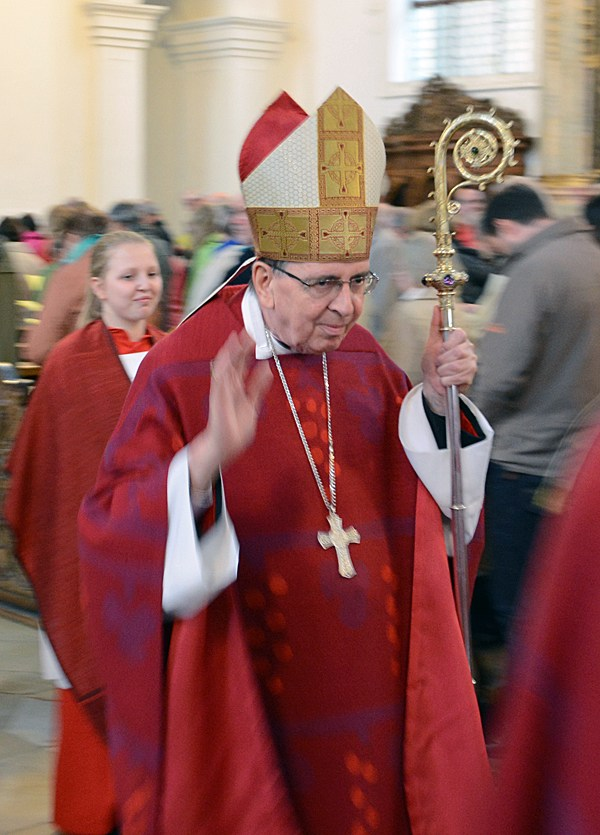
Kardinal Kurt Koch am Pontifikalamt nach dem Blutritt zu Weingarten am 15. Mai 2015

Kurt Kardinal Koch (* 15. März 1950 in Emmenbrücke, Kanton Luzern) ist ein Schweizer Theologe, Kurienkardinal der römisch-katholischen Kirche und ehemaliger Bischof von Basel.

## Leben
Koch studierte Theologie an der Ludwig-Maximilians-Universität München und der Universität Luzern und wurde 1975 diplomiert. Zunächst arbeitete er als Laientheologe in Sursee. Am 20. Juni 1982 empfing er die Priesterweihe und wirkte daraufhin drei Jahre als Vikar in der Pfarrei St. Marien in Bern. Nachdem er 1986 Dozent für Dogmatik und Moraltheologie am Katechetischen Institut in Luzern geworden war, wurde er 1987 aufgrund einer Arbeit über Wolfhart Pannenberg promoviert. 1989 habilitierte er sich. Koch wurde zum Honorarprofessor für Dogmatik, Ethik, Liturgiewissenschaft und Ökumenische Theologie an der Theologischen Fakultät der Universität Luzern ernannt.
1995 wurde Koch vom Basler Domkapitel als Nachfolger von Hansjörg Vogel zum Bischof von Basel gewählt. Die Bischofsweihe spendete ihm am 6. Januar 1996 Papst Johannes Paul II. Sein bischöflicher Wahlspruch lautet: «Christus hat in allem den Vorrang» und stammt aus Kol 1,18 .
Durch einen Konflikt mit Franz Sabo, der als Pfarrer in Röschenz im Kanton Basel-Landschaft arbeitete und sich in den Medien ab 2003 kritisch zu Koch sowie Generalvikar Roland-Bernhard Trauffer und deren Amtsführung äusserte, kam das Bistum in die Schlagzeilen. Koch machte in diesem Zusammenhang insbesondere von sich reden, als er einen Entscheid eines weltlichen Gerichts gegen ihn mit der Forderung nach Trennung von Kirche und Staat beantwortete. Der Konflikt wurde im September 2008 in persönlichen Gesprächen beigelegt.
Koch war in den Jahren 2007 bis 2009 Präsident der Schweizer Bischofskonferenz. Er hat über 60 Bücher und Schriften verfasst, darunter Mut des Glaubens (1979) und Eucharistie (2005).
Papst Benedikt XVI. ernannte ihn am 1. Juli 2010 zum Präsidenten (seit 2022: Präfekt) des Päpstlichen Rates zur Förderung der Einheit der Christen (seit 2022: Dikasterium zur Förderung der Einheit der Christen) und verlieh ihm aus diesem Anlass den Titel eines Erzbischofs ad personam. Papst Franziskus bestätigte diese Ernennung am 19. Februar 2014. Koch folgte in diesem Amt Walter Kardinal Kasper nach. Er stand dem Bistum Basel bis zur Amtseinführung seines Nachfolgers Felix Gmür am 16. Januar 2011 als Apostolischer Administrator vor.
Im Konsistorium vom 20. November 2010 nahm ihn Benedikt XVI. als Kardinaldiakon mit der Titeldiakonie Nostra Signora del Sacro Cuore in das Kardinalskollegium auf. Nach dem Rücktritt Benedikts XVI. nahm Kardinal Koch am Konklave 2013 teil.
Koch begleitete Papst Franziskus beim historischen Treffen mit Patriarch Kyrill I. am 12. Februar 2016 in Havanna. Am nächsten Tag wurde entschieden, dieser Begegnung an jedem Jahrestag zu gedenken. Am fünften Jahrestag mit dem Thema Die Kirche und die Pandemie hielt Kardinal Koch den Einführungsvortrag.
Am 3. Mai 2021 wurde er von Papst Franziskus unter Beibehaltung seiner Titeldiakonie als Titelkirche pro hac vice zum Kardinalpriester ernannt.

## Kontroverse
In einem Interview mit der Wochenzeitung Die Tagespost äußerte sich Kardinal Koch 2022 wie folgt:

«Es irritiert mich, dass neben den Offenbarungsquellen von Schrift und Tradition noch neue Quellen angenommen werden; und es erschreckt mich, dass dies – wieder – in Deutschland geschieht. Denn diese Erscheinung hat es bereits während der nationalsozialistischen Diktatur gegeben, als die so genannten ‹Deutschen Christen› Gottes neue Offenbarung in Blut und Boden und im Aufstieg Hitlers gesehen haben. Dagegen hat die Bekennende Kirche mit ihrer Barmer Theologischen Erklärung im Jahre 1934 protestiert, deren erste These heißt: ‹Wir verwerfen die falsche Lehre, als könne und müsse die Kirche als Quelle der Verkündigung außer und neben diesem einen Worte Gottes auch noch andere Ereignisse und Mächte, Gestalten und Wahrheiten als Gottes Offenbarung anerkennen.› […] Die Kirche ist deshalb gewiss verpflichtet, die Zeichen der Zeit aufmerksam zur Kenntnis und ernst zu nehmen. Sie sind aber nicht neue Offenbarungsquellen. Im Dreischritt der gläubigen Erkenntnis – Sehen, Urteilen und Handeln – gehören die Zeichen der Zeit zum Sehen und keineswegs zum Urteilen neben den Quellen der Offenbarung. Diese notwendige Unterscheidung vermisse ich im Orientierungstext des ‹Synodalen Weges›.»

Der Antisemitismusbeauftragte der deutschen Bundesregierung, Felix Klein, und der Vorsitzende der Bischofskonferenz, Bischof Georg Bätzing verstanden Kochs Äußerung als Nazivergleich. Klein bezog sich dabei auf das Wort «wieder» und betonte, der Synodale Weg sei grundverschieden von den nationalsozialistischen Deutschen Christen. Bätzing forderte eine Entschuldigung für eine «völlig inakzeptable Entgleisung». Um diese bat Koch, rückte aber nicht von seinen Aussagen ab, die er nicht als Nazivergleich, sondern als Einordnung des benutzten Zitats gemeint habe. Bezogen darauf und dessen konkreter Wortwahl sprach Bätzing am Tag darauf von einer Verschlimmerung der «unhaltbaren Äußerungen».
Bei einem turnusmäßigen Aufenthalt von Georg Bätzing in Rom kam es zu einem vertraulichen Gespräch zwischen Kardinal Koch und Bischof Bätzing. Koch habe Bätzing, so eine Pressemitteilung der Deutschen Bischofskonferenz, «glaubhaft versichert», dass es ihm völlig fernliege, den Synodalen des Synodalen Weges die schreckliche Ideologie der 1930er-Jahre unterstellen zu wollen, und er bitte alle, die sich durch den von ihm angeführten Vergleich verletzt fühlten, um Verzeihung. Für beide sei nach dem Gespräch klar, dass die theologische Debatte, zu der der Kardinal einen Beitrag habe leisten wollen, weitergeführt werden müsse.

## Mitgliedschaften
Koch ist Mitglied folgender Dikasterien der römischen Kurie:
- Dikasterium für die Glaubenslehre (seit 2010)[20]
- Dikasterium für die orientalischen Kirchen (seit 2010[21], bestätigt 2014[22])
- Dikasterium für die Selig- und Heiligsprechungsprozesse (seit 2010[23], bestätigt 2013[24])
- Dikasterium für den Interreligiösen Dialog (seit 2010)[21]
- Kommission für die religiösen Beziehungen zum Judentum (Präsident)

## Auszeichnungen
- Großes Verdienstkreuz mit Stern und Schulterband des Verdienstordens der Bundesrepublik Deutschland (2016)[25]
- COMMUNIO-Preis für Dialog, Verständigung und Versöhnung der Gesellschaft zur Förderung der Katholischen Akademie Schwerte e. V. und der Campus Weggemeinschaft e. V. (2016)[26]
- Ladislaus-Laszt-Preis für ökumenische und soziale Belange der Ben-Gurion-Universität im Negev (2017)[27]
- Ehrendoktorwürde der Universität Oppeln, der Universität Johannes Paul II. von Lublin und der Philosophisch-Theologischen Hochschule Vallendar

## Schriften (Auswahl)
- Bereit zum Innersten: für eine Kirche, die das Geheimnis lebt. Herder, Freiburg 2002, ISBN 3-451-28112-0.
- Eucharistie: Herz des christlichen Glaubens. Paulus, Freiburg/Schweiz 2006, ISBN 3-7228-0653-4.
- Dass alle eins seien: ökumenische Perspektiven. Sankt Ulrich, Augsburg 2007, ISBN 978-3-936484-76-2.
- Die Kirche Gottes: Gemeinschaft im Geheimnis des Glaubens. Sankt Ulrich, Augsburg 2007, ISBN 978-3-86744-023-3.
- Dem Herrn gehört die Zeit: Meditationen zum Kirchenjahr. Bonifazius, Paderborn 2008, ISBN 978-3-89710-417-4.
- Das Geheimnis des Senfkorns: Grundzüge des theologischen Denkens von Papst Benedikt XVI. Pustet, Regensburg 2010, ISBN 978-3-7917-2304-4.

Über Kurt Koch
- Abendgespräche mit Bischof Kurt Koch; Cat Medien, Baden 2007, ISBN 978-3-906809-16-8.